# Popis hrvatskih veleposlanika u Bjelorusiji
Republika Hrvatska i Republika Bjelorusija održavaju diplomatske odnose od 25. rujna 1992. Sjedište veleposlanstva je u Moskvi.

## Veleposlanici
Hrvatska nema rezidentno veleposlanstvo u Bjelorusiji. Veleposlanstvo Republike Hrvatske u Ruskoj Federaciji pokriva Republiku Bjelorusiju i Kazahstan.
| Veleposlanik      | Postavljenje      | Opoziv              | Sjedište |
| ----------------- | ----------------- | ------------------- | -------- |
| Božo Kovačević    | 27. travnja 2005. | 15. studenoga 2008. | Moskva   |
| Nebojša Koharović | 9. veljače 2009.  | 29. veljače 2012.   | Moskva   |
| Igor Pokaz        | 21. svibnja 2013. | 30. lipnja 2015.    | Moskva   |
| Tonči Staničić    | 15. rujna 2017.   |                     | Moskva   |

## Vanjske poveznice
- Bjelorusija na stranici MVEP-a